# Belgische federale verkiezingen 2010/Kandidatenlijsten/PS
Dit zijn de kandidatenlijsten van de PS voor de Belgische federale verkiezingen van 2010. De verkozenen staan hier.

## Brussel-Halle-Vilvoorde

### Effectieven
1. Laurette Onkelinx
2. Yvan Mayeur
3. Fadila Laanan
4. Emir Kir
5. Véronique Jamoulle
6. Jamal Ikazban
7. Dominique Derochette-Clajot
8. Marco Schetgen
9. Catherine François
10. Pierre Kompany
11. Ariane Masure
12. Abdellah Achaoui
13. Rachel Izizaw
14. David Cordonnier
15. Halima Amrani
16. Renaud Denuit
17. Naïma Ghermaoui
18. Grégor Chapelle
19. Caroline Désir
20. Béa Diallo
21. Katou Kouyoumdjinsky
22. Charles Picqué

### Opvolgers
1. Karine Lalieux
2. Rachid Madrane
3. Isabelle Emmery
4. Yves Goldstein
5. Chloé Debay
6. Mohammed Jabour
7. Leyla Ertorun
8. Mohammed Errazi
9. Vittorio Mettewie
10. Amet Gjanaj
11. Michèle Carthé
12. Françoise Dupuis

## Henegouwen

### Effectieven
1. Elio Di Rupo
2. Christiane Vienne
3. Patrick Moriau
4. Colette Burgeon
5. Laurent Devin
6. Éric Thiébaut
7. Özlem Özen
8. Philippe Blanchart
9. Anthony Dufrane
10. Franco Seminara
11. Clarisse Cantillon
12. Jean-Marie Degauque
13. Claudia Camut
14. Françoise Daspremont
15. Céline Meersman
16. Fatima Ahallouch
17. Alain Rasschaert
18. Valérie Vleeschouwers
19. Rudy Demotte

### Opvolgers
1. Olivier Henry
2. Olga Zrihen
3. Bruno Van Grootenbrulle
4. Nicolas Martin
5. Françoise Fassiaux-Looten
6. Laurence Meire
7. Manuella Senecaut
8. Ludivine Dedonder
9. Bernard Dallons
10. Giovanna Corda
11. Paul Furlan

## Luik

### Effectieven
1. Alain Mathot
2. Marie-Claire Lambert
3. Guy Coëme
4. André Frédéric
5. Mauro Lenzini
6. Christel Deliège
7. Julie Gotal
8. Ali El Mekeddem
9. Madeleine Mairlot
10. Valérie Dejardin
11. Julie Fernandez-Fernandez
12. Carine Renson
13. Axel Noël
14. Didier Nyssen
15. Michel Daerden

### Opvolgers
1. Thierry Giet
2. Linda Musin
3. Christophe Lacroix
4. Véronique Bonni
5. Sabine Demet
6. Yvonne Petre-Vannerum
7. Isabelle Simonis
8. Marc Tarabella
9. Edmund Stoffels

## Luxemburg

### Effectieven
1. Philippe Courard
2. Véronique Biordi-Taddei
3. Anne Davreux
4. Francis Steifer

### Opvolgers
1. André Perpète
2. Stéphanie Heyden
3. Olivier Weyrich
4. Malika Sonnet
5. Marie Neuberg
6. Sébastian Pirlot

## Namen

### Effectieven
1. Jean-Marc Delizée
2. Valérie Déom
3. Pierre-Yves Dermagne
4. Christine Poulin
5. Nicole Lalière-Mottard
6. Jean-Charles Luperto

### Opvolgers
1. Vincent Sampaoli
2. Gwenaëlle Grovonius
3. Marie-Julie Baeken
4. Jean-Marc Ronvaux
5. Guy Milcamps
6. Éliane Tillieux

## Waals-Brabant

### Effectieven
1. André Flahaut
2. Laurence Smets
3. Olivier Parvais
4. Grégory Verte
5. Isabelle Kibassa-Maliba

### Opvolgers
1. Dimitri Legasse
2. Anne Lambelin
3. Benoit Malève
4. Dany Minet
5. Isabelle Evrard
6. Nathalie Uyttendaele

## Senaat

### Effectieven
1. Paul Magnette
2. Marie Arena
3. Philippe Moureaux
4. Hassan Bousetta
5. Fabienne Winckel
6. Jean-Pierre Denis
7. Gisèle Marlière
8. Gregory Demal
9. Fatiha Saïdi
10. Benoit Bayenet
11. Julie Fiszman
12. Françoise Jeanmart
13. Philippe Close
14. Sandra Schrauben
15. Willy Demeyer

### Opvolgers
1. Philippe Mahoux
2. Christie Morreale
3. Marc Barvais
4. Carmen Castellano Lazaro
5. Julie Vincent
6. Julie Patte
7. Déborah Gustin
8. Gaston Onkelinx
9. Christophe Collignon